# James Sheppard (Politiker)
James Orlando Sheppard (* 29. August 1890; † 1. Februar 1973)  war ein US-amerikanischer Politiker. Zwischen 1931 und 1935 war er Vizegouverneur des Bundesstaates South Carolina.
James Sheppard war das sechste Kind von Gouverneur John Calhoun Sheppard (1850–1931) und dessen Frau Helen Wallace. Da seine Eltern 1879 geheiratet haben, muss er in den Jahren danach geboren sein. Allerdings ist die Quellenlage über ihn sehr schlecht. Bei Find a Grave gibt es einen James O. Sheppard, der zwischen dem 29. August 1890 und dem 1. Februar 1973 lebte. Das könnte von den Lebensdaten und dem Beerdigungsort in South Carolina zu dem Vizegouverneur passen, ist allerdings nicht erwähnt und bleibt damit eine Spekulation.
Sheppard war Mitglied der Demokratischen Partei. 1930 wurde er an der Seite von Ibra Charles Blackwood zum Vizegouverneur von South Carolina gewählt. Dieses Amt bekleidete er zwischen dem 20. Januar 1931 und dem 15. Januar 1935. Dabei war er Stellvertreter des Gouverneurs und Vorsitzender des Staatssenats. Nach seiner Zeit als Vizegouverneur verliert sich seine Spur wieder.